# Kelly Daniela Norris
Kelly Daniela Norris es una directora, guionista y productora de cine mexicano-estadounidense. 

## Carrera
Su ópera prima como directora Sombras de Azul  fue filmada en locaciones en Cuba y se estrenó en el Festival de Cine de Austin en 2013, ganando el Premio del Público Independientes de Texas. Su segundo largometraje, Nakom, codirigido junto a su colaborador TW Pittman, se rodó en la región del Alto Oriente de Ghana. Nakom tuvo su estreno mundial en el 66 ° Festival Internacional de Cine de Berlín en la sección Panorama 2016, fue seleccionada para los prestigiosos Festival Nuevos Directores / Nuevas Películas, fue nominada para un Premio Independent Spirit John Cassavetes como Mejor Película hecha con menos de $ 500,000, y tuvo un estreno limitado en cines en Nueva York en marzo de 2017. En 2016, Kelly Daniela Norris y TW Pittman fueron seleccionados para los “25 nuevos rostros del cine” de la revista Filmmaker."